# Liste der Monuments historiques in Thézac (Charente-Maritime)
Die Liste der Monuments historiques in Thézac (Charente-Maritime) führt die Monuments historiques in der französischen Gemeinde Thézac auf.

## Liste der Bauwerke
| Bezeichnung       | Beschreibung              | Standort | Kennzeichnung | Schutzstatus | Datum | Bild           |
| ----------------- | ------------------------- | -------- | ------------- | ------------ | ----- | -------------- |
| Kirche Notre-Dame | Erbaut im 12. Jahrhundert | (Lage)   | PA00105285    | Classé       | 1903  | weitere Bilder |

## Liste der Objekte

### Kirche Notre-Dame
Zum Verständnis siehe: Kirchenausstattung
| Bezeichnung          | Beschreibung                            | Standort | Kennzeichnung | Schutzstatus | Datum | Bild |
| -------------------- | --------------------------------------- | -------- | ------------- | ------------ | ----- | ---- |
| Tabernakel           | Holz, vergoldet 18. Jahrhundert         | (Lage)   | PM17001326    | Inscrit      | 1982  |      |
| Weihrauchfass        | Kupfer, versilbert, 17. Jahrhundert     | (Lage)   | PM17000610    | Classé       | 1994  |      |
| Prozessionsfahne     | Stoff, 19. Jahrhundert                  | (Lage)   | PM17001794    | Inscrit      | 1994  |      |
| Hauptaltar           | Holz, 18. Jahrhundert                   | (Lage)   | PM17001325    | Inscrit      | 1982  |      |
| Weihrauchschiffchen  | Kupfer, versilbert, 17. Jahrhundert     | (Lage)   | PM17001711    | Inscrit      | 1991  |      |
| Altar und Tabernakel | Holz, 19. Jahrhundert                   | (Lage)   | PM17001327    | Inscrit      | 1982  |      |
| Prozessionsfahne     | Kupfer, versilbert, 18./19. Jahrhundert | (Lage)   | PM17001488    | Inscrit      | 1985  |      |